# George Perkovich
George Robert Perkovich III (* 1958) ist ein US-amerikanischer Politikwissenschaftler und Friedensforscher, der vor allem durch sein Buch India’s Nuclear Bomb: The Impact on Global Proliferation bekannt wurde.

## Leben
Nach dem Schulbesuch studierte Perkovich zunächst Politikwissenschaft an der University of California, Santa Cruz (UCSC) und schloss dieses Studium 1981 mit einem Bachelor of Arts (B.A. Politics) ab. Ein anschließendes postgraduales Studium im Fachgebiet Sowjetunion an der Harvard University beendete er 1986 mit einem Master of Arts (M.A. Soviet Studies).
Nachdem er zwischen 1989 und 1990 außenpolitischer Berater im Stab von Joe Biden war, des demokratischen US-Senator aus Delaware, war er von 1990 bis 2001 Direktor des Programms für Weltsicherheit der W. Alton Jones Foundation. In dieser Zeit erwarb er 1997 einen Philosophiae Doctor (Ph.D.) im Fach Außenpolitik an der University of Virginia. Während seiner Tätigkeit bei der W. Alton Jones Foundation beschäftigte er sich unter anderem mit dem indischen Atomprogramm und veröffentlichte hierzu 1999 das Buch India’s Nuclear Bomb: The Impact on Global Proliferation.
Perkovich, der auch für den Council on Foreign Relations tätig war, ist seit 2002 Vizepräsident für Studien der Carnegie-Stiftung für internationalen Frieden (Carnegie Endowment for International Peace).

## Werke
- mit Ariel E. Levite (Hrsg.): Understanding Cyber Conflict: Fourteen Analogies. Georgetown University Press, Washington 2017, ISBN 978-1-62616-498-7.